# Reigersman

Reigersman is een Nederlands geslacht waarvan leden sinds 1898 tot de Nederlandse adel behoren.

## Geschiedenis
De bewezen stamreeks begint met Jan Jansz. (Reygermans) († 1584). Zijn zoon Jan (1548-1589) was officier van de corteroede te Bergen op Zoom. Nazaten werden in de 17e eeuw bankier en waren vanaf het begin van de 18e eeuw drossaard en schout van het markiezaat van Bergen op Zoom. Mr. André Reigersman (1841-1920), werd bij Koninklijk Besluit van 5 november 1898 verheven in de Nederlandse adel. Hij had een verzoek om verheffing ingediend op grond van verzoeken van zijn grootvader in 1815 en 1817 die niet gehonoreerd waren. Zijn grootvader had verheffing verzocht op  op grond van het feit dat zijn familie steeds in de bijzondere gunst van het vorstenhuis Oranje Nassau had gestaan, wat vanwege een persoonlijke aantekening van de koning in 1817 was afgewezen. In 1898 werd het verzoek van de kleinzoon wel gehonoreerd door verheffing met vermelding van een minderheidsstandpunt van de HRvA die verheffing in strijd vond met het gangbare beleid en dat voortdurende trouw aan het vorstenhuis niet meer dan gewone plicht was.

## Enkele telgen
Jacob Reygersman (1662-1715), bankhouder, drossaard en schout van het markiezaat van Bergen op Zoom (als plaatsvervanger voor zijn zoon)
- Mr. Jacob Reigersman (1699-1762), advocaat, drossaard en schout van het markiezaat van Bergen op Zoom, bankhouder, lid van de Domeinraad, raad en rekenmeester van de Prins van Oranje
  - Mr. Jacob Carel Reigersman (1729-1788), advocaat, thesaurier en rentmeester-generaal van de Prins van Oranje, lid van de Domeinraad, fiscaal bij de Raad van State
  - Carel Laurens Reigersman (1732-1796), griffier Stad en dorpen 's lands van Breda, thesaurier van Breda
    - Mr. Andreas Reigersman (1767-1831), advocaat, schepen te Breda, secretaris mairie van Breda, lid van de Vergadering van Notabelen en van de Tweede Kamer; trouwde 1e in 1793 met Antoinetta Maria Jantzon (1773-1809) en 2e in 1811 met Everhardine Françoise van Naerssen (1775-1833)
      - Charles Jean Antoine Reigersman (1813-1845), officier Grenadiers
        - Jhr. mr. André Reigersman (1841-1920), advocaat, griffier Arrondissementsrechtbank Breda, president-curator stedelijk Gymnasium, lid gemeenteraad, voorzitter Maatschappij van Welstand, bestuurslid en financieel raadsman Diaconessenhuis, verheven in de Nederlandse adel (1898)